# Мессор
Мессор (лат. Messor — «жнець» або «збирач урожаю») — давньоримський бог жнив, пов'язаний зі зрізанням та збиранням зернових культур. Він належав до індигітаментів — групи функціональних божеств, кожне з яких відповідало за певний етап сільськогосподарських робіт.

## Культурні зв'язки
Жнива — загальний мотив у багатьох міфологіях та культурах, найчастіше пов'язаний з концепцією Похмурого Шініґамі чи божествами, що асоціюються зі смертю, урожаєм чи часом.

## Атрибути
У зв'язку з поширеними архетипами, Міссора можуть зображати з такими знаряддями, як коса, що відображає дію збору врожаю і відсікання старого, щоб звільнити місце для нового.

## Роль у римській релігії
Мессора викликали в молитвах разом з іншими божествами родючості, щоб забезпечити успішний урожай. Він згадується у списку дванадцяти богів, кожен з яких відповідав за окремий етап обробки землі:
1. Вервактор (орати)
2. Редаратор (переорати)
3. Імпорцитор (борознити)
4. Інсітор (сіяти)
5. Обаратор (боронувати)
6. Оккатор (прополювати)
7. Сарритор (мотикувати)
8. Субрунцінатор (викорчовувати бур'ян)
9. Мессіор/Мессор (жати)
10. Конвектор (перевозити зерно)
11. Кондитор (зберігати зерно)
12. Промітор (розподіляти зерно)
Цей перелік, записаний Мавром Сервієм Гоноратом у коментарях до «Георгік» Вергілія (IV ст. н. е.), демонструє римську традицію наділяти божественною силою кожну дію, пов'язану із землеробством.
На відміну від головних божеств (наприклад, Церери — богині зерна, чи Сатурна — бога сівби), Мессор не мав власного культу чи храмів. Його шанування, ймовірно, було частиною сільських обрядів та державних свят урожаю.

## Символізм
Ім'я «Той, хто збирає» передбачає метафоричний зв'язок зі збором врожаю, загибеллю або іншими переходами, часто символізуючи завершення одного циклу та початок іншого.
| Символ            | Значення                               |
| ----------------- | -------------------------------------- |
| Сніп зерна        | Плоди зусиль, завершений цикл          |
| Серп/Коса         | Засіб жнив, символ зупинки росту, межі |
| Жниварський кошик | Зберігання результатів, достаток       |
| Пізнє сонце       | Завершення літа, підготовка до зими    |

## Порівняльна міфологія
Подібні функціональні боги існували в інших культурах:
- У греків Деметра та Триптолем відповідали за землеробство, але без такого детального поділу обов'язків.
- У кельтів був Суцелл — бог родючості, але менш спеціалізований

## Сучасні дослідження
- Георг Віссова (*Religion und Kultus der Römer*, 1912) відносить Мессора до *di indigetes* (автохтонних римських божеств).
- Жан Шейд (*An Introduction to Roman Religion*, 2003) підкреслює практичний, обрядовий характер таких богів.
- Мері Бірд (*Religions of Rome*, 1998) зазначає, що ці божества відображають римську «релігію дії», а не міфотворчість.